# Полянка (Львівський район)
Пóлянка — село в Україні, у Пустомитівський міській територіальній громаді Львівського району Львівської області. Населення становить 518 осіб (2021).[джерело?]

## Населення
За даними всеукраїнського перепису населення 2001 року у селі мешкала 471 особа. 
Мова
Розподіл населення за рідною мовою за даними перепису 2001 року був наступним:
| Мова       | Число ос. | Відсоток |
| ---------- | --------- | -------- |
| українська | 464       | 98,52    |
| російська  | 6         | 1,27     |
| німецька   | 1         | 0,21     |

## Відомі люди
- Фітьо Анастасія Петрівна (нар. 1945) — повний кавалер ордена Трудової Слави.